# Pont Royal

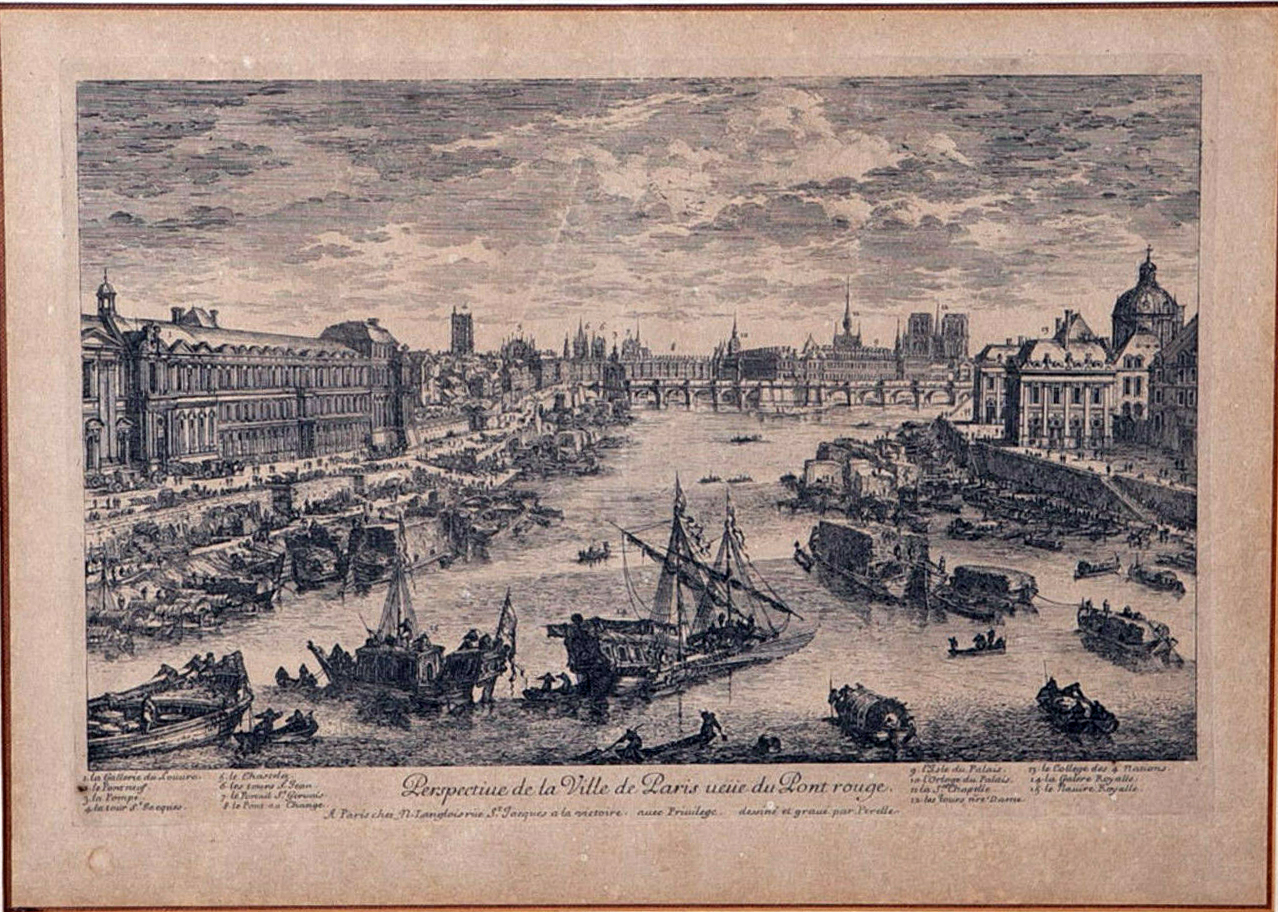
Die Pont Rouge um 1660 von Adam PÈRELLE, Radierung, Privatbesitz

Der Pont Royal (deutsch Königsbrücke) in Paris ist eine neuzeitliche Brücke über die Seine. Benachbart führen oberhalb (östlich) der Pont du Carrousel und unterhalb die Passerelle Léopold-Sédar-Senghor über den Fluss. Die Brücke verbindet das 1. Arrondissement in Höhe des Louvre am rechten Ufer mit dem 7. Arrondissement. Sie wurde 1687 fertiggestellt und 1939 zusammen mit dem Pont Neuf und dem Pont Marie als Monument historique eingestuft. Die Brücke trägt ihren Namen, weil sie zum 1883 abgebrochenen Palais des Tuileries führte, der Residenz der französischen Könige und Kaiser.

## Geschichte

### Erste Brücke

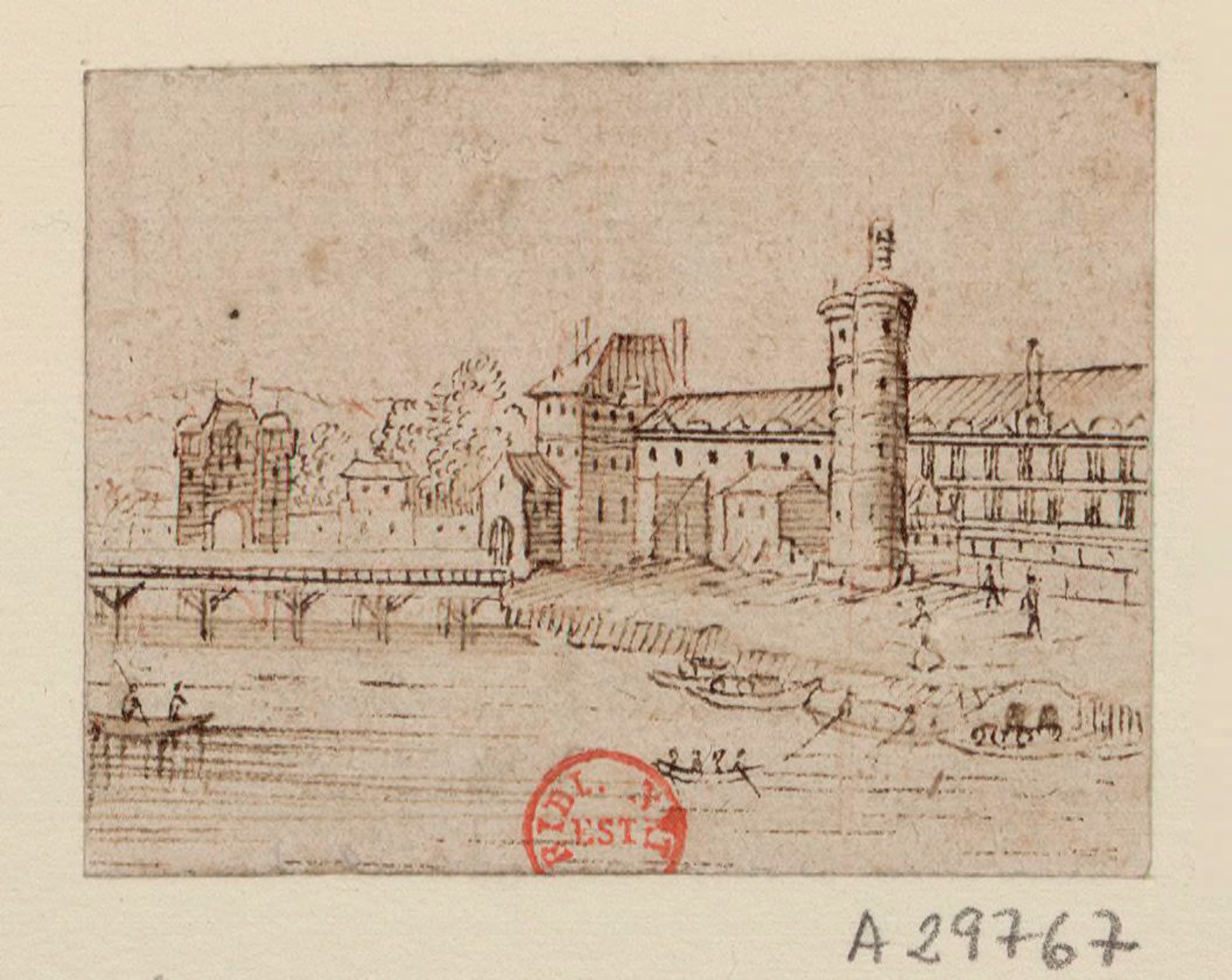
Holzständerbrücke, Ansicht aus dem 17. Jahrhundert

Bevor die Brücke gebaut wurde, existierte an dieser Stelle eine Fährverbindung, die König Heinrich II. am 9. September 1550 mit einem Patent genehmigt hatte. Die Verkehrsachse der Rue du Bac (deutsch Fährstraße), die auf sie zuführt, erinnert noch daran. Nachdem Ludwig XIII. Augenzeuge eines Unfalls im Zusammenhang mit der Fähre geworden war, nahm er Planungen für den Bau einer Brücke auf.
Diese von Ludwig gewünschte, im Juli 1634 fertiggestellte Mautbrücke war zunächst aus Holz gefertigt und fünfzehnbogig. Sie war Anna von Österreich als Pont Sainte-Anne gewidmet, der Volksmund nannte sie aber auch Pont-Rouge oder Pont-Barbier. Sie wurde von dem Immobilienentwickler Le Barbier und dem Zimmermann Robert Chuppin privat für 50.000 Livres errichtet. Der Bau geht mit der Erschließung des vorgelagerten Baugrunds Lotissement de la reine Margot einher. Le Barbier verstand es, den Baugrund aufzuwerten, indem er für die Errichtung einer Wasserpumpe, eines Kais und eines Marktes sorgte. Die Brücke war für Fußgänger, Reiter und Vieh zugelassen, nicht aber für Fuhrwerke oder Kutschen.
Dieser ersten festen Seinequerung an diesem Ort war kein langer Bestand beschieden: Im Juli 1642 wurde sie von den Wassermassen weggeschwemmt und 1651 wieder aufgebaut; 1654 brannte sie nieder. 1656 wurde sie erneut weggeschwemmt, 1660 wieder aufgebaut und schließlich im Februar 1684 vom Eis weggespült. An ihre Stelle kam danach die heute noch existierende Steinbrücke.

### Heutiges Brückenbauwerk
Die Planung und Bauausführung oblag den Architekten Jacques Gabriel, Jules Hardouin-Mansart und François Romain. Es war die dritte Brücke nach dem Pont Neuf und dem Pont Marie, deren Seiten nicht durch Häuserreihen bebaut waren, sondern den Blick auf die Stadtsilhouette freigaben. „Von da an herrschte ein neues – nicht mittelalterliches – Gefühl für die Perspektive des Flusses und für den Anblick der Seine-Ufer.“
Der Bau wurde vollständig vom König finanziert und in sehr kurzer Zeit verwirklicht. Im Januar 1685 lag ein Kostenvoranschlag vor. Bereits zwei Monate später, am 10. März 1685, wurden die Arbeiten an den Architekten des Königs und Bauunternehmer Jacques IV. Gabriel für die Summe von 675.000 Livres vergeben. Am 26. Oktober 1685 war Grundsteinlegung im ersten rechten Uferpfeiler durch den Prévôt der Kaufleute und den Ratsherren der Stadt Paris. Nach dem Tod Jacques Gabriels am 18. Juli 1686 waren seine Witwe, Marie de Lisle, und ihr Bruder, Pierre de Lisle, weiterhin vertraglich für die Fertigstellung des Bauwerks verantwortlich. Marie de Lisle gelang es nicht, von der Arbeit an der Brücke entbunden zu werden. Zum Jahresende 1687 prangte im Mittelpfeiler der Brücke eingemeißelt das Wappen von Paris. Damit waren die Arbeiten offiziell beendet, doch es dauerte noch bis Mitte Juni 1689, bis die Brücke für den Verkehr freigegeben und am 20. September 1689 abgenommen wurde.
Diese Brücke hatte die damals breiteste Fahrbahn. Obwohl andere Brücken breiter waren, waren ihre Durchlässe schmaler als die des Pont Royal, weil sie auf beiden Straßenseiten mit Häuserreihen bebaut waren. Die Fahrbahnbreite des Pont Royal betrug 5 Toises. Dazu kamen 9 Pieds für jeden Bürgersteig und 2 Pieds für die Brüstung, insgesamt also 8 Toises 4 Pieds.
Als eine besondere Charakteristik des Pont Royal gilt ihre Schlichtheit in der Bauausführung. Während andere Brücken aus dieser Zeit mit Gesimsen, Konsolen oder Medaillons, gerahmten Nischen, Figuren oder Ornamenten überzogen sind, die der bürgerlichen Architektur entlehnt waren, finden sich hier fast keine dekorativen Elemente, ein Stil, der erst im 18. Jahrhundert üblich wurde. In ihrer Konstruktion ist die Brücke ein Zeuge ihrer Epoche: Sie hat die gleichen Wandstärken, die in dieser Zeit üblich waren und die auch die anderen beiden Renaissance-Brücken Paris auszeichnen.
In den Jahren 1839 bis 1844 wurde die Brücke erstmals umfassend restauriert. Dabei wurde die Mächtigkeit der Konstruktion verringert und gleichzeitig die Fahrbahnhöhe abgesenkt, um das Gewicht zu reduzieren. Das Auftragen von Portlandzement auf die Wände der Gewölbe verdeckte die Struktur der Wände, sodass man aus dem heutigen Zustand der Struktur nicht erkennen kann, ob die Trompen mit oder ohne Gewölbe gebaut wurden.

## Beschreibung
Heute wird der Pont Royal als Einbahnstraße geführt. Individualverkehr gelangt immer nur auf das rechte Seineufer. Sie nimmt, praktisch als Verlängerung der Rue du Bac den Verkehr auf und gibt ihn an die Avenue du Général Lemonnier wieder ab. Entlang der beiden Ufer führen auf der Südseite die Quai Voltaire, die in die Quai Antole France übergeht und die Quai Aimé Césaire, die in die Quai François Mitterrand übergeht, alle ebenfalls als Einbahnrichtung angelegt.
Pont Royal ist der Name einer Bushaltestelle der Linien 69 und 72 sowie zweier Nachtbuslinien auf dem gen Osten führenden Quai François Mitterrand.